# Fontána Cosmopolis
Fontána Cosmopolis, polsky Fontanna Cosmopolis, je hudební/multimediální fontána na náměstí/městském parku Skwer Lucjana Broniewicza v městské čtvrti Stare Miasto města Toruň v okrese Toruň v Kujavsko-pomořském vojvodství v Polsku.

## Další informace
Návrh fontány vypracoval toruňský umělec Zbigniew Mikielewicz, ale kvůli množství změn, které provedli dodavatelé, se pod něj odmítl podepsat. fontána byla uvedena do provozu 22. června 2008. Fontána se 113 vodními tryskami, uspořádanými do kruhů, symbolizuje oběžné dráhy jednotlivých planet naši sluneční soustavy. To vše v odkazu na slavné dílo místního rodáka Mikuláše Koperníka včetně graficky a nápisů na fontáně. Trysky fontány jsou osvětleny barevnými světly. Výška proudu vody může dosahovat maximálně 5 m. Během turistické sezóny se večer vysílá patnáctiminutová světelná a zvuková show, pro kterou známý polský skladatel Krzesimir Dębski složil skladbu Cosmopolis a v dalších letech byly přidány i další skladby od jiných autorů. Během dne fontána představuje vodní efekty a během noci vodní i světelné efekty. Fontána se stala atrakcí města.

## Galerie

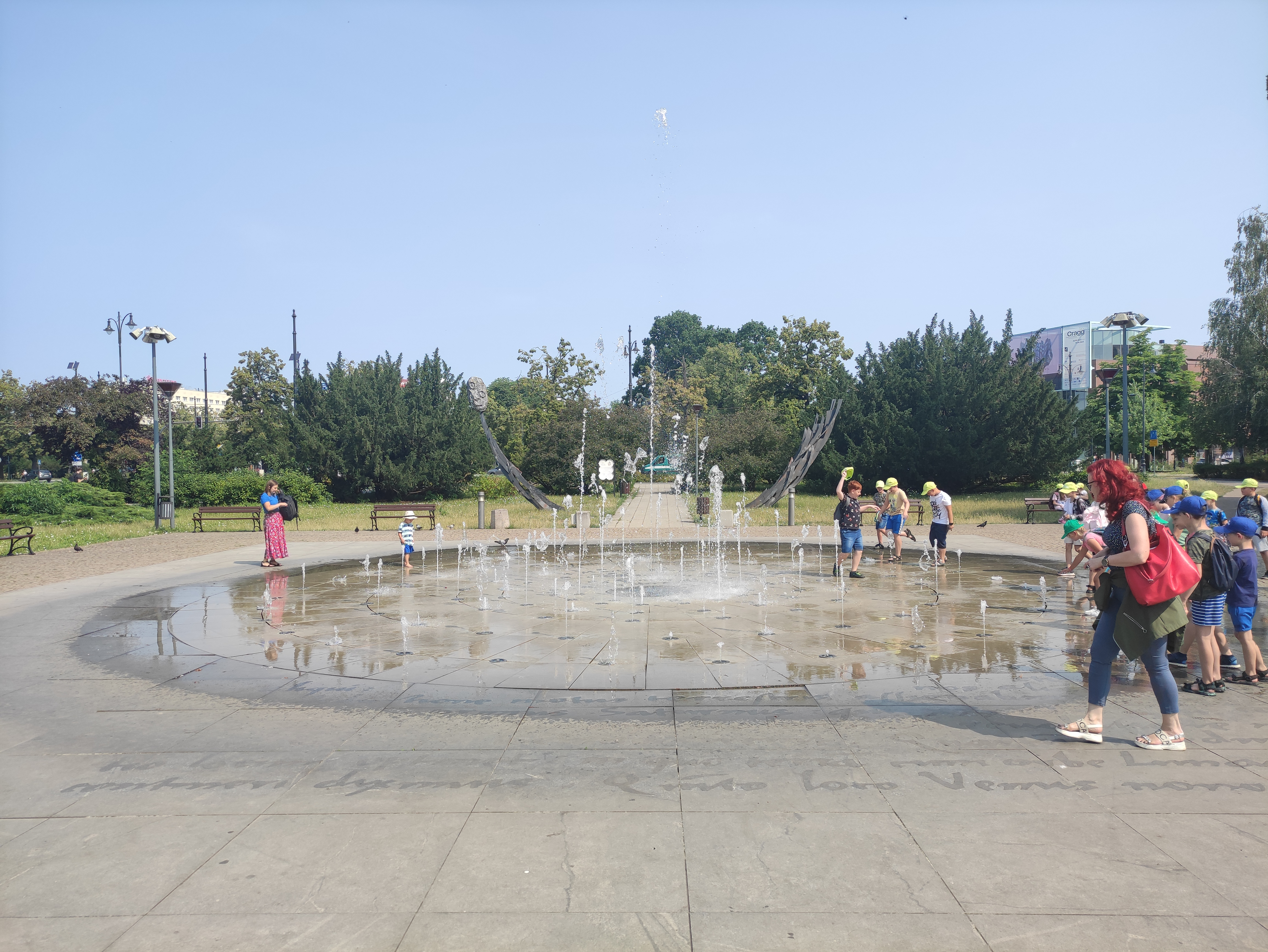
Červenec 2023
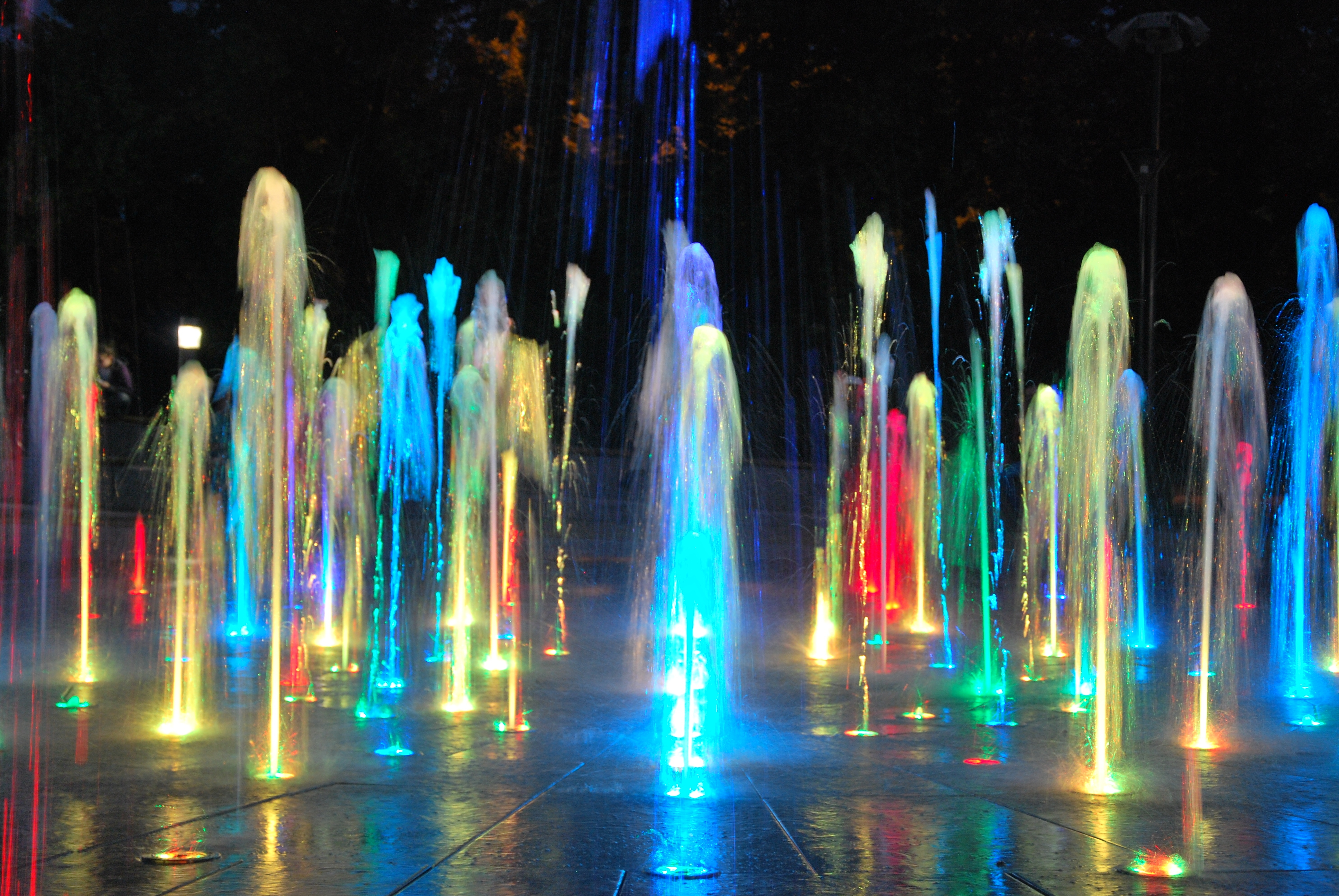
Červen 2013